# Sergei Roldugin
Sergei Pavlovich Roldugin (tiếng Nga: Сергей Павлович Ролдугин), sinh ngày 28 tháng 9 năm 1951 tại Sakhalin  là một nghệ sĩ cello Nga và doanh nhân dầu hỏa và truyền thông, có trụ sở tại St Petersburg.

## Tiểu sử
Ông đoạt giải 3 cuộc thi đại hội âm nhạc quốc tế Mùa xuân Praha năm 1980. Năm 1984 Roldugin được bổ nhiệm làm nhạc sĩ cello chính tại Kirov Opera Theatre Orchestra. Sau đó, ông là giáo sư tại viện Âm nhạc Saint Petersburg, nơi ông làm hiệu trưởng của trường từ 2002-05. Là khách điều khiển ban nhạc Mariinsky Theatre Orchestra, ông đã được vinh danh nghệ sĩ nhân dân Nga.
Từ thập niên 1990, Roldugin đã hoạt động trong doanh nghiệp dầu hỏa và truyền thông.

## Đời tư
Vợ đầu tiên của ông là Irina Nikitina, Chủ tịch Học viện Nhạc Olympus. Vợ hiện tại của ông là Elena Mirtova (ca sĩ opera, giọng soprano).

## Quan hệ với Vladimir Putin và tài liệu Panama
Sergey Roldugin là cha đỡ đầu của Maria Putina, con gái của Vladimir Putin. Ông đã là bạn thân với ông Putin kể từ cuối những năm 1970. Trong tháng 3 năm 2016 báo The Guardian mô tả Roldugin là "người bạn thân nhất của Putin". Roldugin là người đã giới thiệu Putin với Lyudmila, vợ tương lai của Putin. Anh của Roldugin của Yevgeny đã được đào tạo ở trường huấn luyện KGB với Putin.
Theo thời gian nhiều người bạn thân cận của Putin trở nên giàu có. Roldugin nói với tờ báo the New York Times vào tháng 9 năm 2014, ông không phải là một trong những người đó. Khi Hoa Kỳ sắp trừng phạt nhiều người trong nhóm của Putin, ông ta nói ông không phải là doanh nhân: "Tôi chỉ có một căn hộ, một xe hơi và 1 dacha. Tôi không có triệu đô."